# Tomos Williams
Pour les articles homonymes, voir Williams.

a Compétitions nationales et continentales officielles uniquement.

b Matchs officiels uniquement.
Dernière mise à jour le 30 juillet 2025.
Tomos Williams, né le 1er janvier 1995 à Treorchy (pays de Galles), est un joueur international gallois de rugby à XV qui joue pour Gloucester Rugby, en Premiership, au poste de demi de mêlée.

## Biographie

### Jeunesse et formation
Tomos Williams naît le 1er janvier 1995 à Treorchy au pays de Galles. Durant sa jeunesse, il joue au rugby à XV au sein du club de sa ville natale, le Treorchy RFC, où il est entraîné par son père Steve. En parallèle, il pratique également le basket-ball et représente son pays en catégorie des moins de 16 ans. Plus tard, il rejoint l'Academy (centre de formation) des Cardiff Blues et choisit donc de privilégier la pratique du rugby au détriment du basket.
À partir de l'année 2013, il fait ses débuts sénior avec le Pontypridd RFC dans le championnat gallois et en British and Irish Cup,. Au mois de novembre, à seulement dix-huit ans, il fait ses débuts professionnels avec les Cardiff Blues dans le Pro12 face au Munster en tant que remplaçant,. En début d'année 2014, il dispute le Tournoi des Six Nations des moins de 20 ans avec l'équipe du pays de Galles des moins de 20 ans,. En mars suivant, il joue également pour l'équipe galloise de rugby à sept lors des Séries mondiales 2013-2014,. Quelques mois plus tard, en juin, il participe au Championnat du monde junior avec la sélection des moins de 20 ans,.
En fin d'année 2014 et début d'année 2015, il participe de nouveau aux Sevens World Series 2014-2015. Également en début d'année 2015, il participe encore au Tournoi des Six Nations des moins de 20 ans,. Puis, en mai, il est sélectionné pour le Championnat du monde junior.

### Premier contrat professionnel, premier titre avec les Cardiff Blues et première cape internationale (2016-2018)
L'année suivante, en octobre 2016, il signe son premier contrat professionnel avec les Cardiff Blues. Cette saison est celle qui le révèle, il dispute vingt-quatre rencontres, huit en tant que titulaire, et inscrit quatre essais. En mai 2017, il est sélectionné pour la première fois en équipe du pays de Galles pour la tournée d'été contre les Tonga et les Samoa en juin. Retenu sur la feuille de match pour le test contre les Samoa, il n'entre toutefois pas en jeu.
Au mois de janvier 2018, alors qu'il ne fait initialement pas partie du groupe gallois pour le Tournoi des Six Nations, il profite du forfait pour la compétition de Rhys Webb afin d'être appelé par Warren Gatland. Il ne connaît cependant toujours pas sa première cape internationale. À l'issue de la saison, il remporte son premier trophée avec les Cardiff Blues lors de leur victoire 31 à 30 en finale de Challenge européen contre Gloucester Rugby où il est titulaire et inscrit un essai. En juin, il participe à la tournée en Amérique avec le pays de Galles. Pendant celle-ci, il connaît sa première cape en étant titularisé et inscrivant un essai lors de la victoire 22 à 20 des siens contre l'Afrique du Sud.

### Grand Chelem dans le Tournoi des Six Nations 2019 et participation à la Coupe du monde (2019-2020)
Durant l'automne 2018, il est de nouveau sélectionné avec le XV du Poireau. En janvier 2019, il est sélectionné pour le Tournoi des Six Nations. Titularisé pour le premier match contre la France, il se montre décisif en inscrivant les premiers points gallois, par l'intermédiaire d'un essai, alors que son équipe est menée 16 à 0 à la mi-temps. Finalement, ils s'imposent 24 à 16. C'est son seul match du Tournoi cette année-là, à cause d'une blessure, et sa sélection remporte le Grand Chelem à l'issue de la compétition après avoir gagné les cinq rencontres,. En mars, il signe une prolongation longue durée avec les Cardiff Blues. Fin avril 2019, il est présélectionné dans un groupe élargi afin de préparer la Coupe du monde.
Pendant le mois d'août suivant, il dispute deux test matchs de préparation. Début septembre 2019, il fait partie du groupe gallois retenu pour disputer la Coupe du monde se déroulant au Japon. Pendant la compétition, il dispute les quatre matchs de poule, tous en tant que remplaçant. En quart de finale contre la France, il est encore remplaçant, tout comme la demi-finale où son équipe s'incline 16 à 19 face aux futurs champions du monde, les Sud-Africains. Pour la finale pour la troisième place, il est toutefois titulaire mais son équipe s'incline lourdement 40 à 17 face à la Nouvelle-Zélande. Au total, il participe aux sept matchs gallois et inscrit deux essais.
En janvier suivant, il est sélectionné par le nouveau sélectionneur, Wayne Pivac, pour le Tournoi des Six Nations 2020. Pendant la compétition, il dispute les quatre premières journées en étant titulaire à trois reprises et inscrit un essai. Son équipe ne parvient pas à défendre son titre et termine à une décevante cinquième place avec seulement une victoire.

### Deuxième succès dans le Tournoi des Six Nations puis des résultats décevants dans ce dernier et deuxième participation à la Coupe du monde (2021-2024)
En janvier 2021, il est sélectionné pour le Tournoi des Six Nations. Lors de la première journée, il est titulaire pendant le match remporté 21 à 16 contre l'Irlande mais il subit une blessure et est forfait pour les matchs suivants,. Finalement, il fait son retour sur le banc à l'occasion de la dernière rencontre contre la France. À l'issue de ce match, malgré la défaite, sa sélection remporte le Tournoi ainsi que la Triple couronne, sans toutefois réaliser le Grand Chelem, c'est sa deuxième victoire personnelle dans la compétition. Au mois de juin 2021, il signe un nouveau contrat de longue durée avec son équipe. À cette même période, il est sélectionné pour la tournée estivale avec le pays de Galles.
Durant l'automne suivant, Wayne Pivac le sélectionne de nouveau pour les tests de fin d'année. Pendant ces derniers, il est titulaire lors de trois des quatre rencontres. En début d'année suivant, il est présent dans le groupe gallois pour le Tournoi des Six Nations 2022. Titulaire à son poste lors de la compétition, ils terminent une nouvelle fois le Tournoi à une décevante cinquième place avec seulement une victoire. L'été suivant, il est retenu pour la tournée estivale en Afrique du Sud mais il dispute les trois matchs comme remplaçant.
Lors de l'automne 2022, il est rappelé en sélection. Il retrouve une place de titulaire lors des quatre rencontres disputées par son pays et participe notamment à la première défaite de l'histoire du pays de Galles contre la Géorgie à Cardiff,. En janvier, le nouveau sélectionneur du XV du Poireau, Warren Gatland, le sélectionne pour le Tournoi des Six Nations 2023. Pendant la compétition, il dispute les trois premiers matchs en tant que titulaire et les deux derniers comme remplaçant, son équipe termine une nouvelle fois à la cinquième place avec une victoire.
En août 2023, il fait partie du groupe des sélectionnés pour la Coupe du monde en France. Pendant la compétition, il joue les quatre matchs de poule, en étant titularisé à deux reprises. Pour le quart de finale, il est remplaçant mais entre en jeu à la place de Gareth Davies et inscrit un essai durant le match mais son équipe est éliminé par l'Argentine 29 à 17. Quelques jours après cette élimination, il est de nouveau retenu dans le groupe gallois pour affronter les Barbarians lors d'une rencontre non-officielle prévue début novembre suivant. Durant cette rencontre, il est titularisé et prend part à la victoire 49-26 de son équipe.
Début janvier 2024, il est annoncé qu'il rejoint le club anglais de Gloucester Rugby à l'issue de la saison. Ce même mois, il est sélectionné pour le Tournoi des Six Nations. Son équipe réalise de nouveau un piètre Tournoi en terminant la compétition à la dernière place sans avoir remporté un match et récolte la cuillère de bois. Il joue les cinq rencontres, étant titulaire à quatre reprises. Quelques jours après la fin du Tournoi, il est annoncé qu'il est blessé pour plusieurs mois, mettant un terme à sa saison et à sa carrière avec Cardiff Rugby.

### Départ en Angleterre à Gloucester Rugby (depuis 2024)
Durant l'été 2024, il fait son arrivée à Gloucester Rugby. Titulaire dès son arrivée dans son nouveau club, il réalise de bonnes performances en étant associé avec son coéquipier gallois Gareth Anscombe. Il est notamment nommé pour le titre de meilleur joueur du championnat pour le mois d'octobre, mais Gabriel Ibitoye est finalement récompensé. Fin octobre, il fait son retour en sélection nationale pour les test matchs d'automne. Il dispute le premier match mais se blesse et déclare forfait pour le second.
Début mai 2025, il est convoqué pour la tournée des Lions britanniques et irlandais en Australie. Il honore sa première sélection avec cette équipe face à l'Argentine le 20 juin suivant. 

## Palmarès

### En province
- Vainqueur du Challenge européen en 2018 avec les Cardiff Blues.

### En équipe nationale
- Vainqueur du Tournoi des Six Nations en 2019 (Grand Chelem) et 2021.
- Vainqueur de la Triple couronne en 2019 et 2021.

### Distinctions personnelles
- Élu Joueur du mois en Championnat d'Angleterre en mars 2025.
- Élue Joueur de la saison du Championnat d'Angleterre en 2025.
- Membre de l'équipe type du Championnat d'Angleterre en 2025.